# Анна Гольштейн-Готторпская (1709)
Анна Шлезвиг-Гольштейн-Готторпская (нем. Anne von Schleswig-Holstein-Gottorf; 3 февраля 1709 — 1 февраля 1758) — немецкая принцесса.

## Биография
Дочь князя-епископа Любека Кристиана Августа Гольштейн-Готторпского (1673—1726). Старшая сестра Иоганны Елизаветы Гольштейн-Готторпской (1712—1760), родная тётка императрицы Екатерины II (на престоле с 1762 года).
Кроме того, родная сестра короля Швеции Адольфа Фредерика (1710—1771), ольденбургского владетельного герцога Фридриха Августа (1711—1785) и российского генерал-фельдмаршала Георга Гольштейн-Готторпского (1719—1763), активно возражавшего против вступления своей племянницы Екатерины на русский престол. 
Её матерью была принцесса Альбертина Фридерика Баден-Дурлахская (1682—1755). 
Анна Гольштейн-Готторпская долгое время оставалось незамужней, но в достаточно позднем для того времени возрасте (33 года) сочеталась браком с принцем Вильгельмом Саксен-Гота-Альтенбургским. Детей в этом браке не было.
30 августа 1745 года Анна Гольштейн-Готторпская, наряду со своей сестрой Гедвигой Софией, был награждена российским орденом Святой Екатерины большого креста. Орден был послан к ней с гвардии капитаном князем Дмитрием Михайловичем Голицыным.